# Haute Définition (émission de télévision)
Pour les articles homonymes, voir HD.
Haute Définition (HD) est un magazine d'information français diffusé sur TF1 du 29 mars 2010 au 7 juin 2010 le lundi en première partie de soirée. Il est présenté par Emmanuel Chain.
Après seulement trois émissions diffusées, le programme n'est pas reconduit à la rentrée 2010 à la suite des mauvaises audiences enregistrées.

## Principe
Ce magazine propose trois ou quatre longs reportages (35-40 minutes) sur la vie des Français et ses mutations. Pour réagir à ces reportages, Emmanuel Chain interroge ses invités sur le plateau de l'émission.

## Audiences
| Émission | Jour et horaire de diffusion   | Téléspectateurs | Parts de marché sur les 4 ans et plus | Référence |
| -------- | ------------------------------ | --------------- | ------------------------------------- | --------- |
| 1        | Lundi 29 mars 2010 20:45-23:00 | 4 871 000       | 20,2 %                                | [ 2 ]     |
| 2        | Lundi 18 mai 2010 20:45-23:00  | 4 718 000       | 19,9 %                                | [ 3 ]     |
| 3        | Lundi 7 juin 2010 20:45-23:00  | 4 053 000       | 16,5 %                                | [ 4 ]     |